# Márcia Denser
Márcia Denser (São Paulo, 23 de maio de 1954 — 5 de abril de 2024) foi uma escritora e jornalista brasileira.

## Biografia
Formou-se em Comunicação e Artes pela Universidade Presbiteriana Mackenzie em 1974.  Em 2003, concluiu a pós-graduação em Comunicação e Semiótica na Pontifícia Universidade Católica de São Paulo.
Estreou na literatura com a coletânea de contos Tango Fantasma, que escreveu aos 23 anos de idade. 
Como jornalista, trabalhou para as revistas Nova, Interview e Vogue, e para o jornal Folha de S. Paulo. Organizou as antologias de contos eróticos femininos Muito Prazer (1982) e O Prazer é Todo Meu (1984).
Sua morte foi anunciada através do X, antigo Twitter, por familiares.

## Obras

### Contos
- Tango Fantasma - 1977
- O Animal dos Motéis - 1981
- Exercícios para o Pecado - 1984
- Diana Caçadora - 1986
- Toda Prosa - 2002
- Toda Prosa II: obra escolhida. Rio de Janeiro, Editora Record, 2008. Prefácio de Fabrício Carpinejar. Posfácio de Cristina Ferreira-Pinto Bailey. Orelha de Bernardo Ajzenberg. Contracapa de Marcelo Mirisola.

### Romance
- DesEstórias, artigos e cronicas - 2016
- Caim - Sagrados Laços Frouxos - 2006

### Infantil
- A Ponte das Estrelas - 1994

### Em tradução
- Tigerin und Leopard: Erotische Erzählungen brasilianischer Autorinnen. Zürich : Ammann Verlag, 1988.
- Het lekkerste in het leven en andere verhalen van Braziliaanse schrijfsters. Hermien Gaikhorst; et al. Houten: Het Wereldvenster ; [Den Haag]: NOVIB, 1991.
- "The Vampire of Whitehouse Lane", in One Hundred Years After Tomorrow (Brazilian women in the 20th century). Edited and translated by Darlene J. Sadlier. Indiana University Press, 1992, 204-214.
- "Last tango in Jacobina", in Urban Voices, Contemporary Short Stories from Brazil. Edited, with an introduction and notes by Cristina Ferreira-Pinto. Lanham, Maryland, University Press of America, 1999.